# Ангалбатырский сельский округ
Ангалбаты́рский се́льский окру́г (каз. Аңғал батыр ауылдық округі) — административная единица в составе района Биржан сал Акмолинской области Казахстана. 
Административный центр — аул Ангал батыра.

## История
В 1989 году существовал как — Аксуский сельсовет (сёла Жанааул, Жаналык, Каскат) в составе Кокчетавской области. 
В периоде 1991—1998 годов:
- Аксуский сельсовет был переименован и преобразован в Ангалбатырский сельский округ;
- село Каскат было упразднено;
- после упразднения Кокчетавской области вместе с районом сельский округ был включен в состав Акмолинской области.

В 2001 году село Жанаауыл было переименовано а позже преобразовано в аул Ангал-Батыра.

## Население
| Численность населения | Численность населения | Численность населения |
| 1989                  | 1999                  | 2009                  |
| --------------------- | --------------------- | --------------------- |
| 1876                  | ↘1117                 | ↘933                  |

## Состав округа
| № | Населённый пункт | Тип населённого пункта      | Население, 1989 | Население, 1999 | Население, 2009 |
| - | ---------------- | --------------------------- | --------------- | --------------- | --------------- |
| 1 | Ангал батыра     | аул, административный центр | 1 541           | 951             | 783             |
| 2 | Жаналык          | село                        | 298             | 166             | 150             |
| 3 | Каскат           | село, упразднено            | 37              | -               | -               |

## Местное самоуправление
Аппарат акима Ангалбатырского сельского округа — аул Ангал батыра, улица Жамбыла Жабаева, 8.
- Аким сельского округа — Баяубаев Саят Аманжолович[1].